# Pierwszy rząd Larsa Løkke Rasmussena
Pierwszy rząd Larsa Løkke Rasmussena – rząd Królestwa Danii istniejący od 5 kwietnia 2009 do 3 października 2011. W skład rządu weszli przedstawiciele liberalnej partii Venstre (V) oraz Konserwatywnej Partii Ludowej (K). Gabinet powstał w związku z odejściem Andersa Fogh Rasmussena (powołanego na stanowisko sekretarza generalnego NATO). Początkowo skład rządu pozostawał tożsamy z poprzednim gabinetem, jednak 23 lutego 2010 doszło do jego znaczącej przebudowy. Rząd funkcjonował do końca kadencji Folketingetu. Wybory w 2011 wygrała partia Venstre, jednak większość parlamentarną uzyskała koalicja partii lewicowych, które przejęły władzę.

## Skład rządu
- premier: Lars Løkke Rasmussen (V)
- minister spraw zagranicznych: Per Stig Møller (do 23 lutego 2010, K), Lene Espersen (K)
- minister finansów: Claus Hjort Frederiksen (V)
- minister sprawiedliwości: Brian Mikkelsen (do 23 lutego 2010, K), Lars Barfoed (K)
- minister obrony: Søren Gade (do 23 lutego 2010, V), Gitte Lillelund Bech (V)
- minister kultury: Carina Christensen (do 23 lutego 2010, K), Per Stig Møller (K)
- minister spraw wewnętrznych: Karen Ellemann (do 23 lutego 2010, V), Bertel Haarder (V)
- minister ds. podatków: Kristian Jensen (do 23 lutego 2010, V), Troels Lund Poulsen (do 8 marca 2011, V), Peter Christensen (V)
- minister ds. handlu i gospodarki: Lene Espersen (do 23 lutego 2010, K), Brian Mikkelsen (K)
- minister ds. żywności, rolnictwa i rybołówstwa: Eva Kjer Hansen (do 23 lutego 2010, V), Henrik Høegh (V)
- minister ds. zatrudnienia: Inger Støjberg (V)
- minister nauki, technologii i rozwoju: Helge Sander (do 23 lutego 2010, V), Charlotte Sahl-Madsen (K)
- minister edukacji: Bertel Haarder (do 23 lutego 2010, V), Tina Nedergaard (do 8 marca 2011, V), Troels Lund Poulsen (V)
- minister ds. uchodźców, imigrantów i integracji: Birthe Rønn Hornbech (do 8 marca 2011, V), Søren Pind (V)
- minister ds. kościelnych: Birthe Rønn Hornbech (do 8 marca 2011, V), Per Stig Møller (K)
- minister ds. współpracy na rzecz rozwoju: Ulla Tørnæs (do 23 lutego 2010, V), Søren Pind (V)
- minister spraw społecznych: Karen Ellemann (do 23 lutego 2010, V), Benedikte Kiær (K)
- minister ds. równouprawnienia: Inger Støjberg (do 23 lutego 2010, V), Lykke Friis (V)
- minister ds. klimatu i energii: Connie Hedegaard (do 24 listopada 2009, K), Lykke Friis (V)
- minister transportu: Lars Barfoed (do 23 lutego 2010, K), Hans Christian Schmidt (K)
- minister zdrowia: Jakob Axel Nielsen (do 23 lutego 2010, K), Bertel Haarder (V)
- minister środowiska: Troels Lund Poulsen (do 23 lutego 2010, V), Karen Ellemann (V)
- minister współpracy nordyckiej: Bertel Haarder (do 23 lutego 2010, V), Karen Ellemann (V)